# Mademoiselle Anaïs

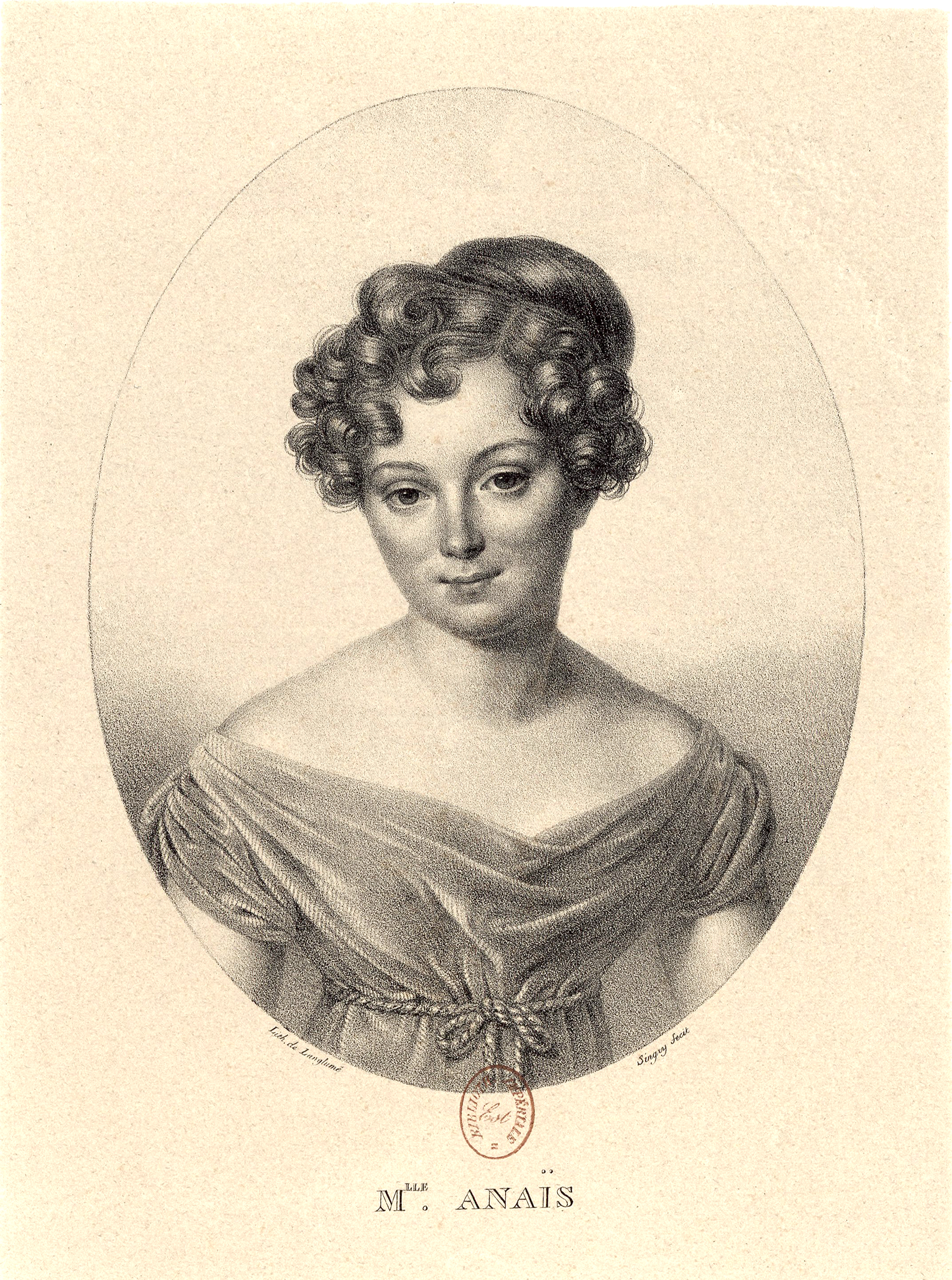
Porträt Mademoiselle Anaïs’

Anaïs Pauline Nathalie Aubert, bekannt unter dem Bühnennamen Mademoiselle Anaïs (* 22. Juni 1802 in Paris; † 25. Juli 1871 in Louveciennes), war eine französische Schauspielerin.

## Karriere
Die Eltern Auberts stammten aus Toury, worauf der Irrtum fußte, sie sei dort geboren. Tatsächlich war ihr Geburtsort aber Paris, wo sie im 8. Arrondissement zur Welt kam. Ihre Eltern, Pierre Aubert und seine Frau Emilie Grunet, führten im Marais ein kleines Unternehmen, waren aber nicht sehr erfolgreich damit. Als der Vater starb, blieben Anaïs und ihre Mutter mittellos zurück. Der Direktor des Théâtre de l’Ambigu-Comique, der mit der Familie befreundet war, erkannte das Talent und empfahl, bei Baptiste cadet Schauspielunterricht zu nehmen.
Im Alter von 15 Jahren wurde Aubert von ihrem Professor an die Comédie-Française empfohlen, was auch Duc de Duras befürwortete. Sie debütierte in der Rolle der Eugénie in Desforges Stück La Femme jalouse und im selben Jahr als Angélique in der komischen Oper L’épreuve villageoise. Ihren ersten Erfolg abzurunden, fehlte ihr aber nach Auseinandersetzungen mit Mademoiselle Volnais und Marie-Thérèse Bourgoin, die die Personalleitung innehatten, die Lust und sie verließ die Comédie, um mit einer französischen Schauspieltruppe Richtung London zu ziehen. Dort verzauberte sie buchstäblich das Publikum und sie fiel auch Wellington auf.
Zurück in Frankreich bekam sie 1817 ein Probeengagement an der Comédie, in dem sie die Rolle der Liebhaberinnen geben sollte, und obwohl das gewichtige Rollen waren, hielt sie es nicht an dem Haus. Sie ging nach Bordeaux, wo sie stets in wichtigen Inszenierungen besetzt wurde. Aber schon nach zwei Jahren kehrte sie nach Paris zurück und nahm 1820 ein Engagement am neu eröffneten Théâtre du Gymnase an, wo sie auch erstmals unter ihrem Bühnennamen Mademoiselle Anaïs auftrat. Sie debütierte dort in einem speziell für sie eingefügten Prolog in Molières Komödie Die Schule der Frauen. Das Gymnase war aber nicht die richtige Bühne für Aubert, denn sie war kaum in der Lage eine einzige Strophe zu singen, also wechselte sie an das Odéon, wo sie mit reinen Sprechrollen besetzt werden konnte. Dieser Bühne blieb sie auch, bis auf eine Inszenierung im Jahr 1827 im Théâtre du Vaudeville, treu. Unzufrieden mit der Theaterleitung unterzeichnete Aubert bereits 1828 erneut einen Vertrag mit der Comédie, trat aber das Engagement erst 1831 an.
Schon im darauffolgenden Jahr, 1832, wurde sie ohne weitere Probezeit, aufgrund ihrer bereits bekannten Erfolge, in die Société de la Comédie-Française aufgenommen. Sie wurde von der Kritik gelobt und Casimir Delavigne oder Jules Janin bedachten sie mit wohlgesinnten Kritiken. Differenzierter sah es Théophile Gautier, der bemerkte, dass Aubert, in der Rolle der Lisette, in Dumas Komödie Un mariage sous Louis XV, eher eine freche und kühne Dienerin im Stil von Molière als ein kostbares und manieriertes Zimmermädchen im Stil von Marivaux spielte.
Das anhaltend jugendliche Aussehen Auberts ermöglichte ihr eine Karriere bis ins mittlere Alter und erst 1851 nahm sie ihren Bühnenabschied. Sie zog sich auf ein Anwesen vor den Toren der Stadt zurück, auf dem sie auch starb.